# 라이언 카펜터
라이언 니콜라스 카펜터(Ryan Nicholas Carpenter, 1990년 8월 22일 ~ )는 미국의 야구 선수이자, 현 메이저 리그 샌디에이고 파드리스의 투수이다.

## 미국 프로야구 시절
2017년에 디트로이트 타이거스에 입단하였다.

## 대만 프로야구 시절
2020년에 라쿠텐 몽키스에 입단하였다.

## 한국 프로야구 시절

### 한화 이글스시절
2021년에 채드 벨, 워릭 서폴드를 대체할 외국인 투수로 영입되었다. 5승12패 3점대 평균자책점을 기록후 재계약에 성공했다.
2022년 4월 17일 경기 후 팔꿈치 부상으로 인해 등판하지 못했고, 2022년 5월 25일 경기에서 선발 등판했으나 3이닝 소화 후 팔꿈치 통증이 재발해 2022년 5월 31일에 방출되었다.그의 대체자로는 예프리 라미레즈가 영입되었다